# Жуліца
Жуліца (рум. Julița) — село у повіті Арад в Румунії. Входить до складу комуни Вередія-де-Муреш.
Село розташоване на відстані 357 км на північний захід від Бухареста, 64 км на схід від Арада, 139 км на південний захід від Клуж-Напоки, 76 км на північний схід від Тімішоари.

## Населення
За даними перепису населення 2002 року у селі проживали 467 осіб, з них 459 осіб (98,3%) румунів. Рідною мовою 463 особи (99,1%) назвали румунську.